# Impending Death
Impending Death é uma foto tirada pelo fotógrafo freelance Thomas Dallal em 11 de setembro de 2001. A fotografia retrata a Torre Norte (1 WTC) do World Trade Center, em chamas após ser atingida pelo vôo 11 da American Airlines às 8h46, e pouco antes de seu colapso às 10h28. Visíveis na foto estão inúmeras pessoas presas nos andares superiores do edifício, penduradas para fora das janelas por causa da intensa fumaça e do calor. Eles não conseguiram escapar porque todas as escadarias e elevadores acima do 91º andar foram danificados pelo impacto do vôo 11.
Posteriormente, a foto foi indicada para o prêmio Internacional Pictures of the Year, ficando em segundo lugar.